# BBC Three
BBC Three est une chaîne de télévision britannique de la BBC, disponible  en ligne, et diffusée par câble numérique, terrestre, OTT (Over-The-Top) et plates-formes satellitaires. La chaîne s'adresse au public cible des 16-34 ans, et a pour but de fournir des contenus « novateurs » à un public plus jeune, en se concentrant sur de nouveaux talents et les nouvelles technologies.
La chaîne est diffusée en ligne de 19 h à 4 h chaque soir (elle partageait son canal avec CBBC quand elle était encore diffusée). Contrairement à ses rivaux commerciaux, 90 % de la production de BBC Three provient du Royaume-Uni et d'autres pays de l'Union européenne. 80 % est original, couvrant tous les genres, de l'actualité, des dramatiques, à la comédie et à l'animation. BBC Three a un format unique « 60 second news ». Il a été adopté afin que le fonctionnement de la chaîne puisse être entièrement automatisé, sans la complication de traiter les émissions en direct.
En 2014, la BBC a lancé des propositions pour le renouvellement du service public (tenant compte des restrictions budgétaires). Le plan inclut l'arrêt définitive de la diffusion traditionnelle de BBC Three (sur TNT, câble, satellite, OTT), la diffusion uniquement sur la plateforme en ligne BBC iPlayer (où toutes les chaînes en direct et contenus de la BBC étaient déjà disponible), affirmant que le public ciblé de la chaîne était déjà apte à visionner des émissions en ligne. Après consultations publiques et débats, la décision a été prise d'arrêter la chaîne en diffusion classique le 16 février 2016.
Le 20 mai 2020, dans le plan annuel de la BBC, la société a considéré la possibilité d'un retour de BBC Three en télévision linéaire, citant un nombre important de programmes à succès qui ont été diffusés sur la chaîne. Le 2 mars 2021, la BBC a confirmé qu'elle envisageait de relancer la BBC Three en télévision linéaire dès janvier 2022. Un retour provisoirement autorisé par l'OFCOM le 16 septembre 2021 avant une notification officielle et définitive d'ici la fin de l'année.
Le retour des diffusions satellitaire et terrestre est confirmé courant 2021. Celles-ci débutent officiellement le 1er février 2022. Les premiers tests de diffusion satellitaire ont commencé sur le satellite Astra 2E 28,2 Est dès le 13 janvier 2022.

## Histoire de la chaîne

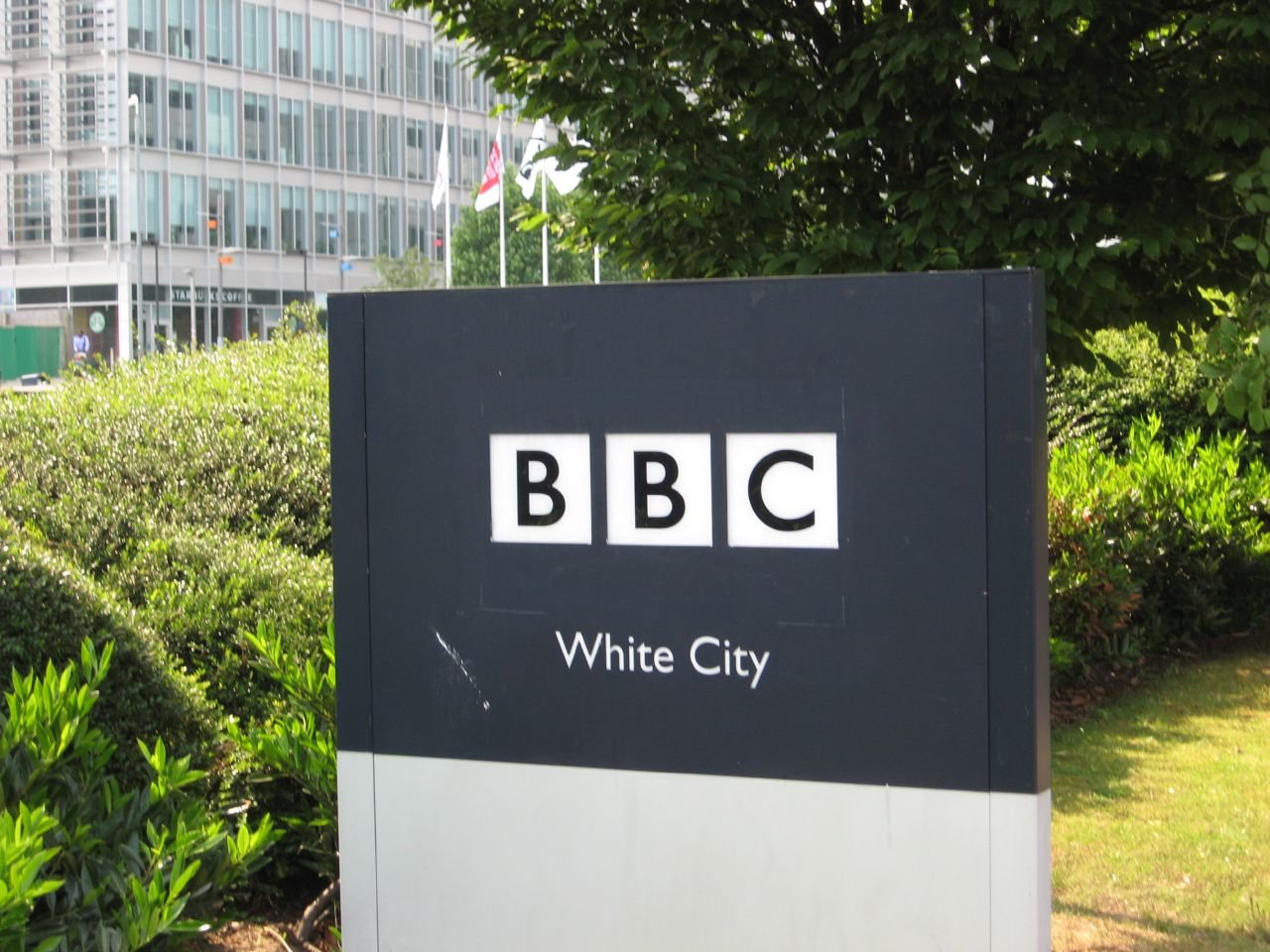
Logo de la BBC à White City.

La chaîne a remplacé BBC Choice et a été lancée le 9 février 2003, onze mois après la date de lancement initialement prévue (et le lancement de BBC Four). Le retard était dû à un débat sur son projet de format – certains ont estimé qu'elle ne serait pas suffisamment différente des autres chaînes commerciales existantes pour les jeunes.
La chaîne a été lancée par Stuart Murphy, qui avait déjà lancé BBC Choice, et avant ça UK Play, les chaînes actuellement abandonnées UKTV et Comedy Channel qui se sont déroulées sur le profil Rock, par Matt Lucas et David Walliams (qui ont joué dans Little Britain). À 33 ans, Murphy était le contrôleur de chaînes le plus jeune du Royaume-Uni, un titre qu'il a porté depuis le lancement de UK Play, à l'âge de 26 ans, bien que le 20 octobre 2005, on annonçât que Murphy allait bientôt quitter la BBC pour une télé commerciale.
L'identité originale de la chaîne a été conçue par Stefan Marjolaine à Aardman Animations et a été utilisé depuis le lancement jusqu'à février 2008. Stuart Murphy était en tournée Aardman Animations à la recherche d'idées de nouveaux programmes pour la BBC Three quand il a repéré les créatures en forme de cône, il a ensuite pris l'idée de retour à l'agence Lambie-Nairn, responsable de l'identité de BBC Three. Une caractéristique de cette identité est aussi la musique "Trois est le nombre magique", sur la base (seules les paroles sont copiées) sur Schoolhouse Rock!.
Le 2 mars 2021, la BBC a annoncé officiellement la relance de BBC Three en tant que chaîne linéaire à partir de janvier 2022, sujet à accord de l'Ofcom. Comme précédemment, la chaîne partagerait avec la chaîne CBBC channel et serait diffuser entre 19:00 et 04:00 le soir. Il y aurait également des programmes ciblant les adolescents,
Le 16 septembre 2021, le régulateur (Ofcom) a annoncé l'approbation provisionnel permettant à la BBC Three de rediffuser. En tant que chaîne de service public, elle est autorisée à apparaître dans le top 24 des chaînes du guide électronique des programmes (EPG). Sky s'est plaint que cela provoquerait une baisse d'intérêt pour les chaînes qui finiraient en bas de liste,. Le 25 novembre 2021, l'Ofcom a annoncé qu'elle avait octroyé l'accord final pour la reprise de la diffusion de la chaîne télévisée BBC Three dès février 2022; soit un mois après la date initiale prévue.
La diffusion satellitaire de BBC Three reprend sur le satellite Astra 2E 28.2 Est le 13 Janvier 2022 à 23h50 CET. En SD (standard DVB-S) sur la fréquence 10818.00MHz, pol.V SR:22000 FEC:5/6 SID:10351 PID:5400/5402 nar,5401 Anglais. En full HD (standard DVB-S2), sur la fréquence DVB-S2 Clair sur 10847.00MHz, pol.V SR:23000 FEC:3/4 SID:6971 PID:5600[MPEG-4] /5602 nar,5601 Anglais.

## Identité visuelle

### Identités de la chaîne
BBC Online fourni un certain nombre de téléchargements et d'activités basées sur l'identité de la chaîne, dont «BlobMate", économiseurs d'écran, fonds d'écran et aussi des jeux tels que BlobLander et BlobBert. L'idée utilisée par les deux Lambie-Nairn, qui avaient développé les idents pour CBeebies et CBBC, et Aardman, était de créer les trois BBC blobs comme une relation aux taches vertes et jaunes des chaînes pour enfants. Jusqu'à ce qu'ils aient rebaptisé la chaîne, il y avait deux annonceurs en continuité, Kieron Elliott, avec un fort accent écossais, qui présente aussi le spectacle du petit déjeuner sur 96,3 Rock Radio, et une femme, Lola Buckley avec un accent du Yorkshire. Actuellement[Quand ?], les annonces sont dites par Collette Collins et Gavin Inskip.
Le 22 janvier 2008, un nouvel ident a été dévoilé. L'image de marque (ident) a été réalisée par Red Bee Media, ainsi que les agences MPG et l'Agence République avec de la musique et conception sonore par Koink compagnie de création audio. En mars 2014, la BBC a annoncé qu'il fermerait la chaîne durant l'automne 2015.

### Logos

Logo de BBC Three du 9 février 2003 au janvier 2008.
Logo de BBC Three du janvier 2008 au 4 janvier 2016.
Logo de BBC Three du 4 janvier 2016 au 19 octobre 2021.
Logo de BBC Three du 19 octobre 2021 au 10 janvier 2022.
Logo de BBC Three à partir du 10 janvier 2022.